# Cessante causa legis, cessat lex
Cessante causa legis, cessat lex è un brocardo latino traducibile letteralmente con "venuta meno la giustificazione di una legge, la legge stessa decade".
Esso esprime il principio, esistente in diritto canonico, secondo cui una regola diviene inefficace quando la ragione della sua applicazione (la sua ratio legis) ha cessato di esistere o non corrisponde più alla realtà (Graziano) 